# Que tinguem sort
Que tinguem sort és una cançó composta pel cantautor català Lluís Llach el 1974. És l’única peça que l'autor va mantenir viva al seu repertori des que la va compondre fins a l’últim concert.
Construïda sota l’aparença formal d’una cançó d’amor, la voluntat de l’autor anava més enllà: “Era una manera de militar a través de l’amor; una cançó de militància que convertia l’amor en antifranquisme i progressisme.” detallava Llach. “Vaig fer servir un recurs que després utilitzaria molt: escriure una cançó d’amor per dir coses que no tenen relació, forçosament, amb l’amor físic, de parella, però sí amb l’amor universal... i les seves conseqüències personals i socials.” Llach evita un missatge explícit i uneix dos potents eixos emocionals: amor i combat, que es retroalimenten en un text que apel·la a l'esforç amb metàfores èpiques: «Per això, malgrat la boira, cal caminar».
La cançó va ser escrita probablement a l'exili, a París. Es va publicar per primer cop al disc I si canto trist... (Movieplay, 1974). Llach no el va incloure en el disc en directe Barcelona Gener de 1976, però sí el va incloure en dos discos propis més, Camp del Barça, 6 de Juliol de 1985 (Ariola, 1985) i Verges 2007 (Claus Records, 2007), i en un de col·lectiu, Abril ‘98. Concert una llei de cooperació justa i solidària (Picap, 1999).
La cançó ha estat harmonitzada en tota mena d’estils i interpretada per multitud de cantants, com ara Manu Guix que la va gravar en anglès en una versió inèdita discogràficament. Samantha, que la va cantar al seu càsting final en la Gala 0 d'Operación Triunfo, en va fer referència a Ja no fa mal, el seu tema amb La Fúmiga.